# Municipio de Sumner (condado de Sumner)
El municipio de Sumner (en inglés: Sumner Township) es un municipio ubicado en el condado de Sumner en el estado estadounidense de Kansas. En el año 2010 tenía una población de 124 habitantes y una densidad poblacional de 1,32 personas por km².

## Geografía
El municipio de Sumner se encuentra ubicado en las coordenadas 37°20′41″N 97°31′50″O / 37.34472, -97.53056. Según la Oficina del Censo de los Estados Unidos, el municipio tiene una superficie total de 93.7 km², de la cual 93,7 km² corresponden a tierra firme y (0 %) 0 km² es agua.

## Demografía
Según el censo de 2010, había 124 personas residiendo en el municipio de Sumner. La densidad de población era de 1,32 hab./km². De los 124 habitantes, el municipio de Sumner estaba compuesto por el 96,77 % blancos, el 1,61 % eran amerindios, el 0,81 % eran de otras razas y el 0,81 % eran de una mezcla de razas. Del total de la población el 1,61 % eran hispanos o latinos de cualquier raza.